# 緑が丘町西
緑が丘町西（みどりがおかちょうにし）は、兵庫県三木市にある大字。郵便番号は673-0531。大和ハウス緑が丘町ネオポリスの西側に位置する。元々は志染町広野と志染町四合谷の一部であった。

## 地理

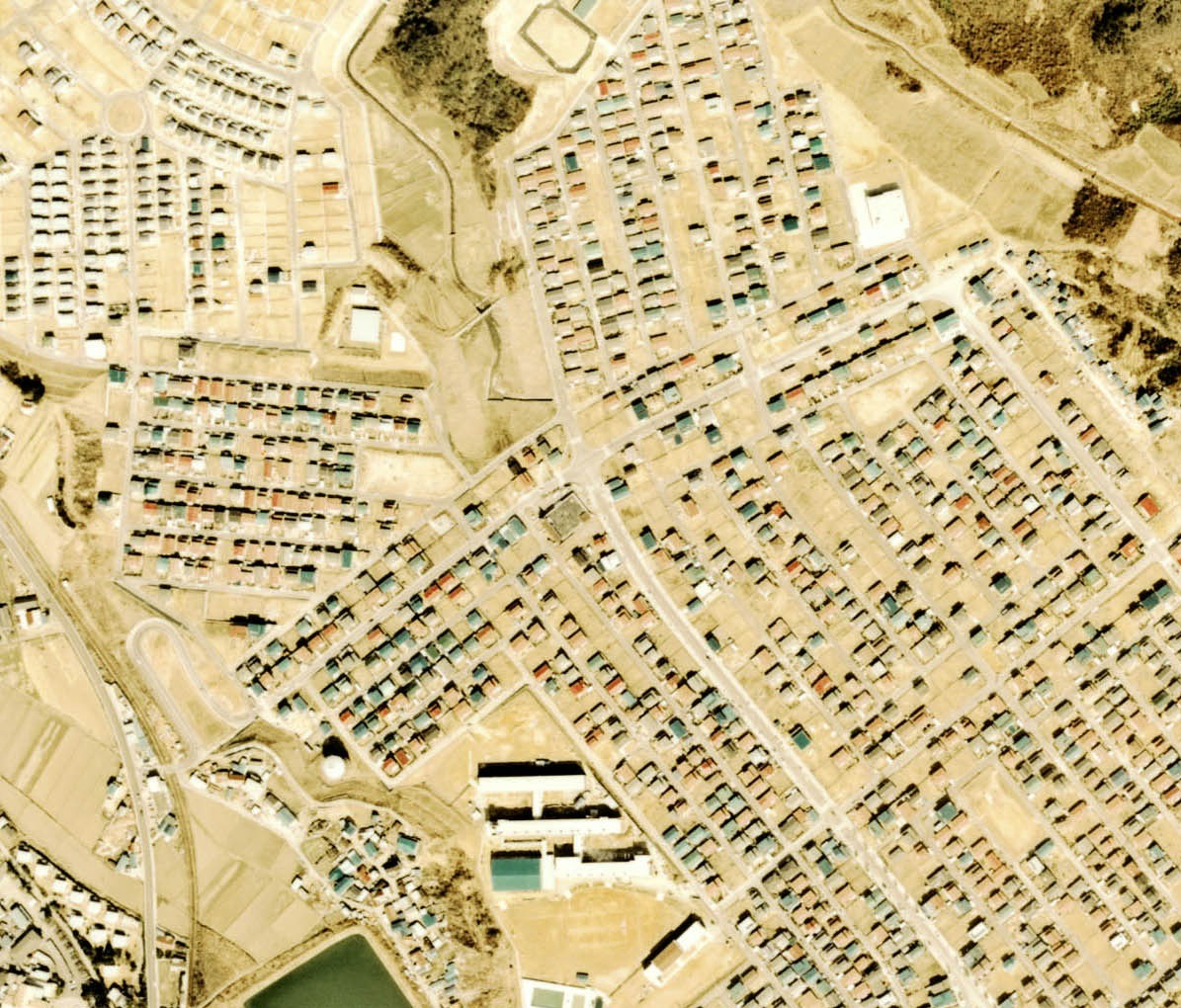
1974年度の緑が丘町西の航空写真

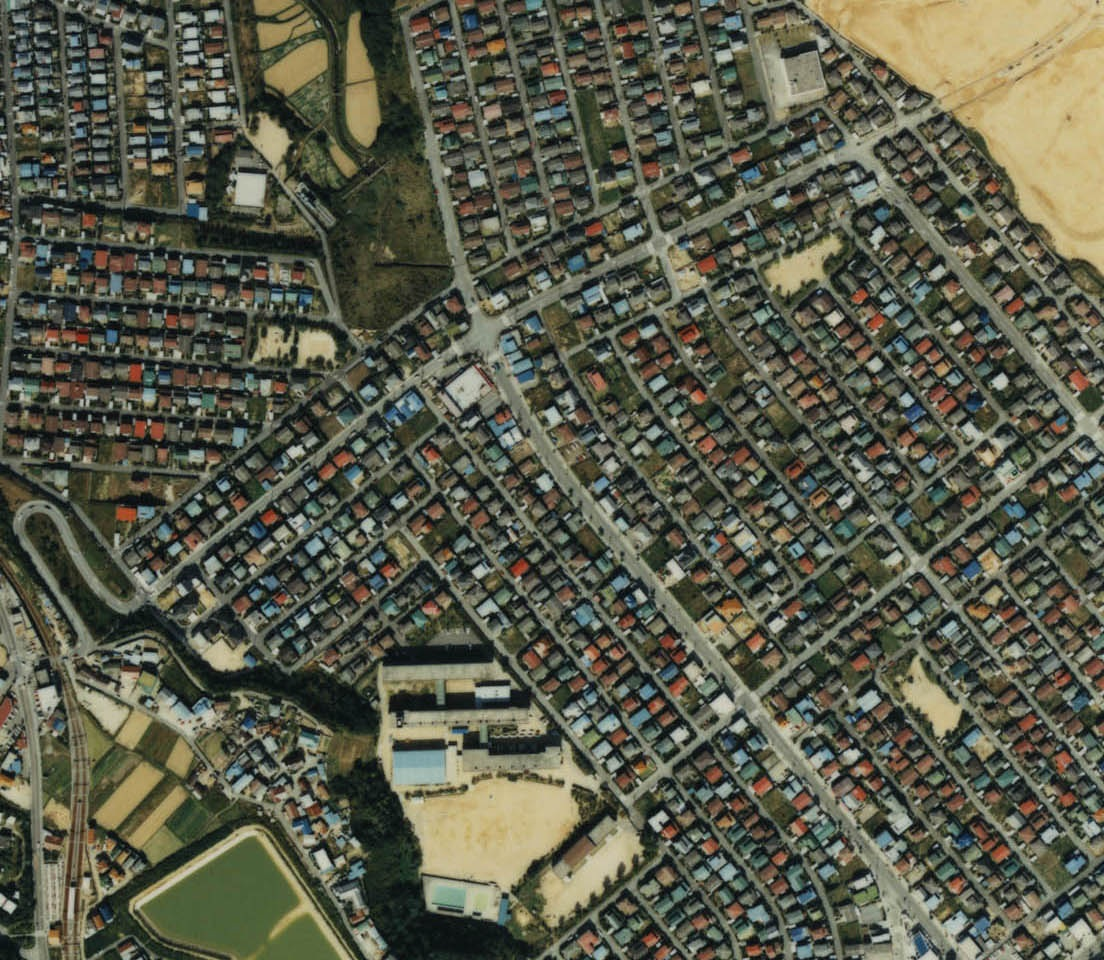
1985年度の緑が丘町西の航空写真

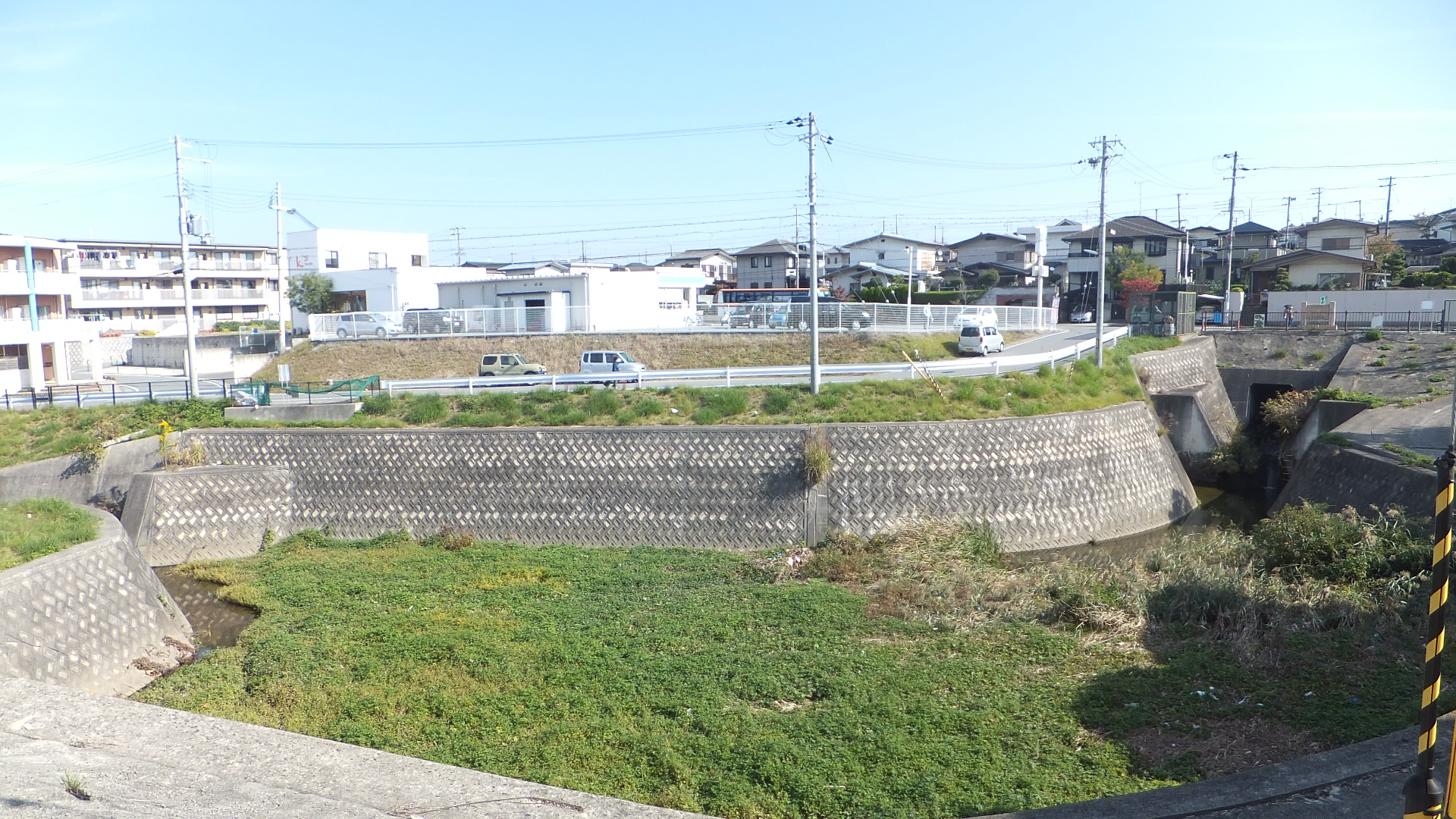
四合谷川
緑が丘西3丁目で撮影

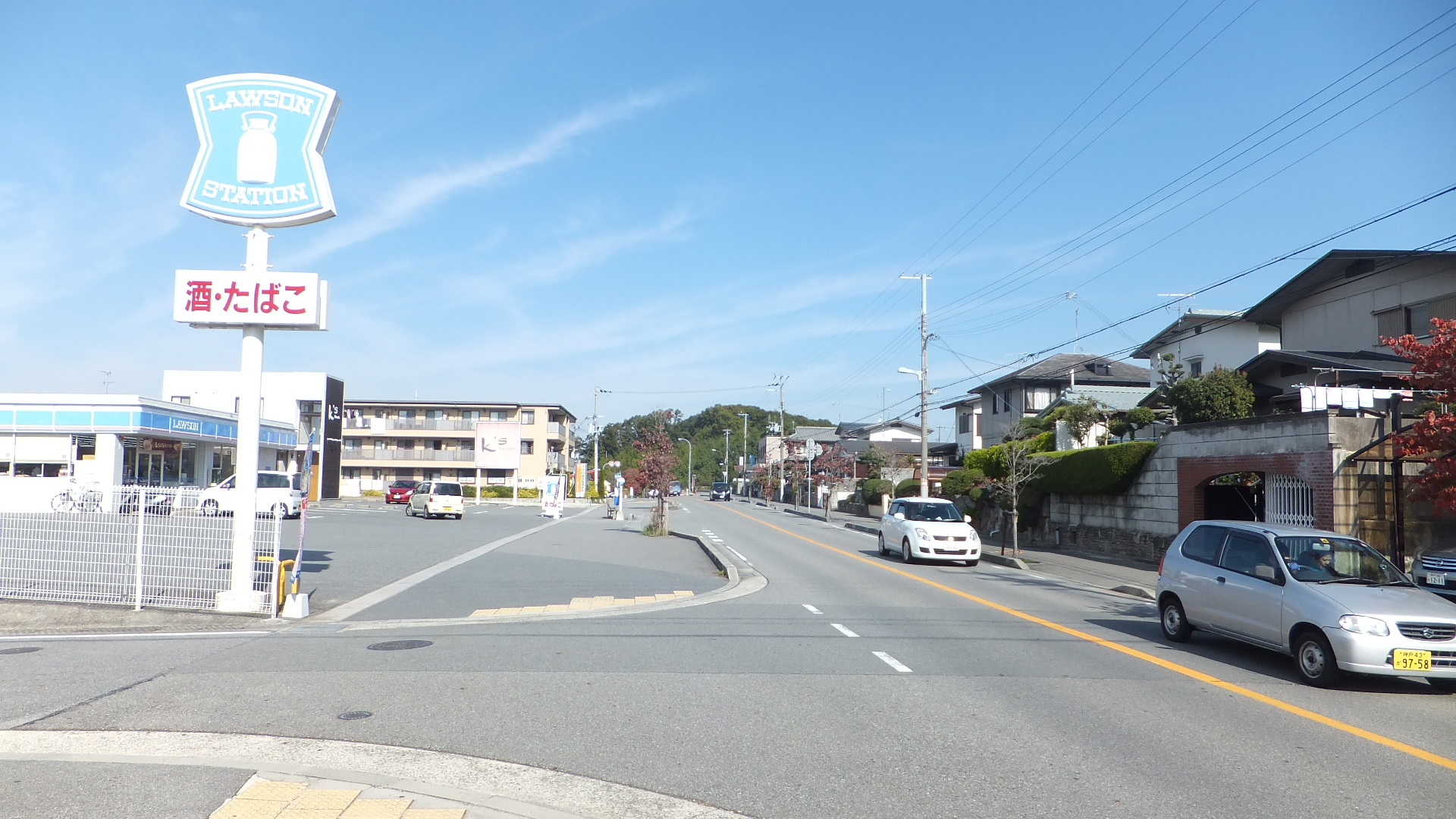
志染町東自由が丘1丁目から当地内の西3丁目まで結ぶ三木市道自由が丘緑が丘線
緑が丘西5丁目で撮影

- 緑が丘地区の西側に位置しており、志染川左岸の丘陵地である。大和ハウスによって山林を開発し、現在は新興住宅地と商業地である。[2][1]東側は緑が丘町中・西側と南側は志染町広野・北側は志染町四合谷、志染町青山と接する。

### 河川
- 四合谷川[2]

## 街並み

### 1丁目
- 1971年3月31日までは志染町広野の一部であったが、4月1日から現在の丁目に表示された。神戸電鉄粟生線の北側に位置しており、三木市立緑が丘小学校と三木市立緑が丘幼稚園・商業地・新興住宅地が立地している。[2][3][4]

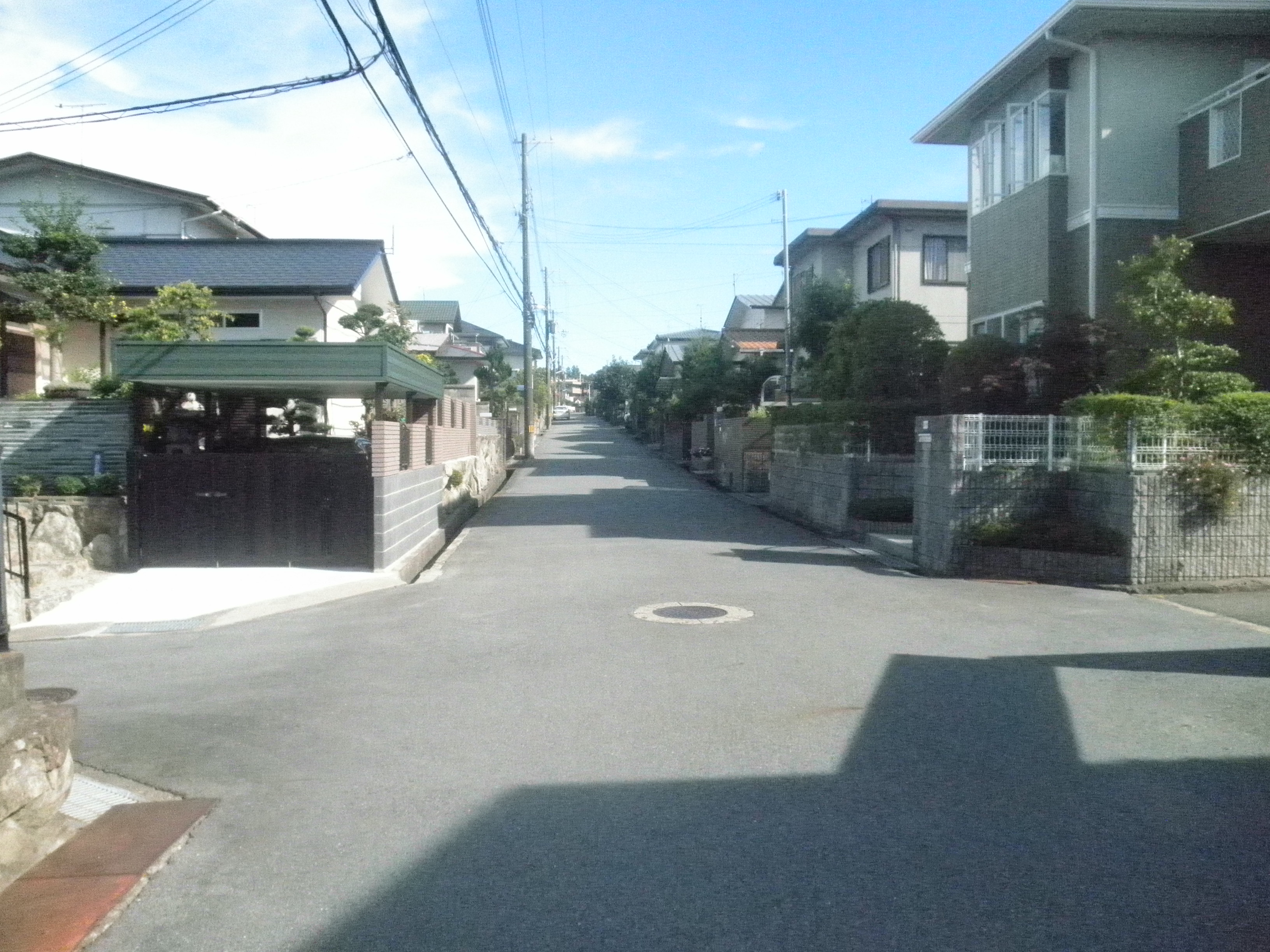
緑が丘町西1丁目

### 2丁目
- 1971年3月31日までは志染町四合谷の一部であったが、4月1日から現在の丁目に表示された。三木市緑が丘スポーツ公園（青山公園）と新興住宅地が立地している。[2][4]

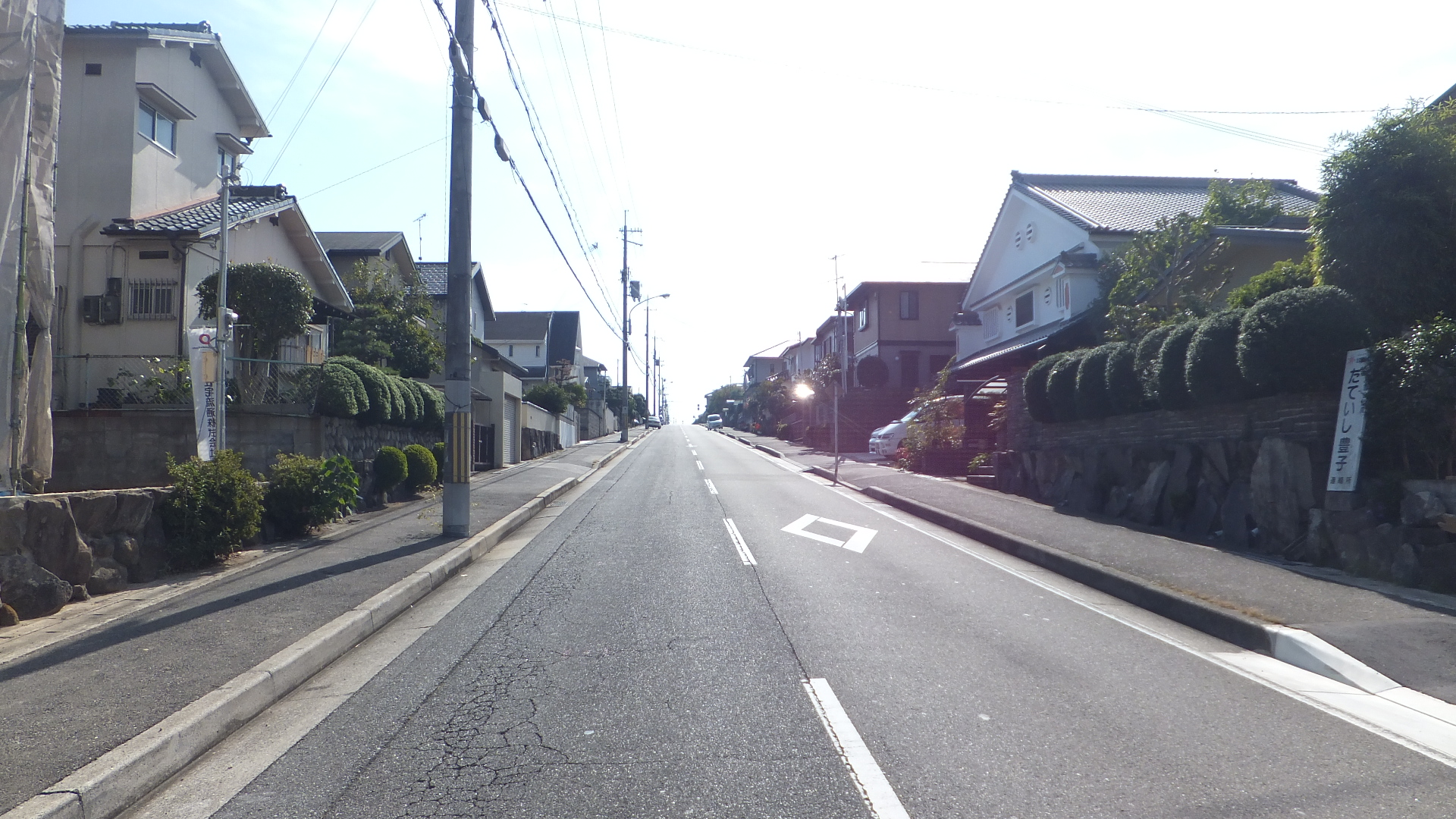
緑が丘町西2丁目

### 3丁目
- 1971年3月31日までは志染町広野の一部であったが、4月1日から現在の丁目に表示された。四合谷川の上流であり、緑が丘浄水場・新興住宅地が立地している。後に一部が西5丁目に分離する。[2][5][4]

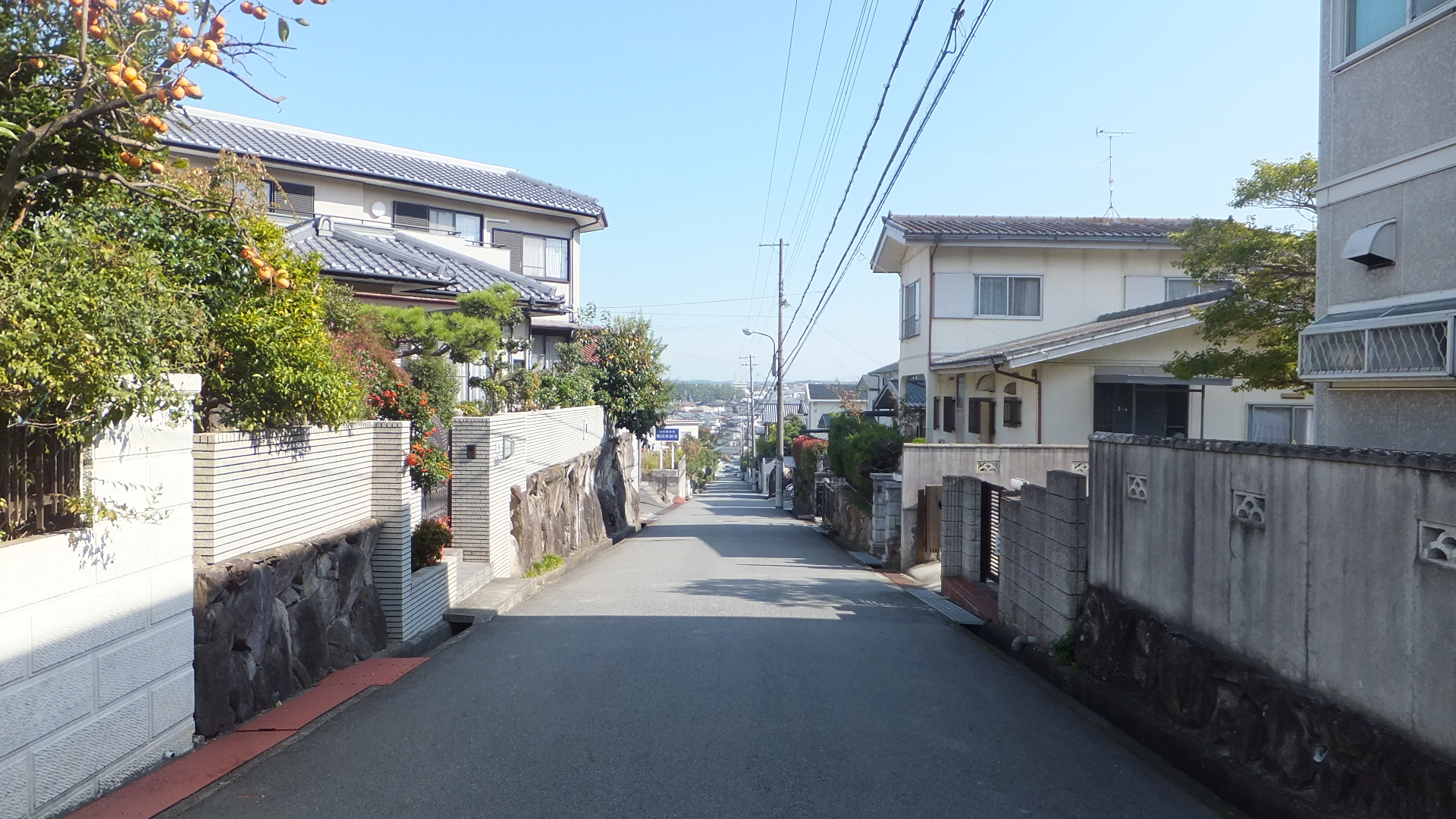
緑が丘町西3丁目

### 4丁目
- 1971年3月31日までは志染町四合谷の一部であったが、4月1日から現在の丁目に表示された。りんでん学園緑が丘幼稚園・NTT西日本兵庫支店緑が丘別館・新興住宅地が立地している。阪神・淡路大震災後は仮設住宅が一時立地していた。後に一部が西5丁目に分離する。[2][6][5][1][4]

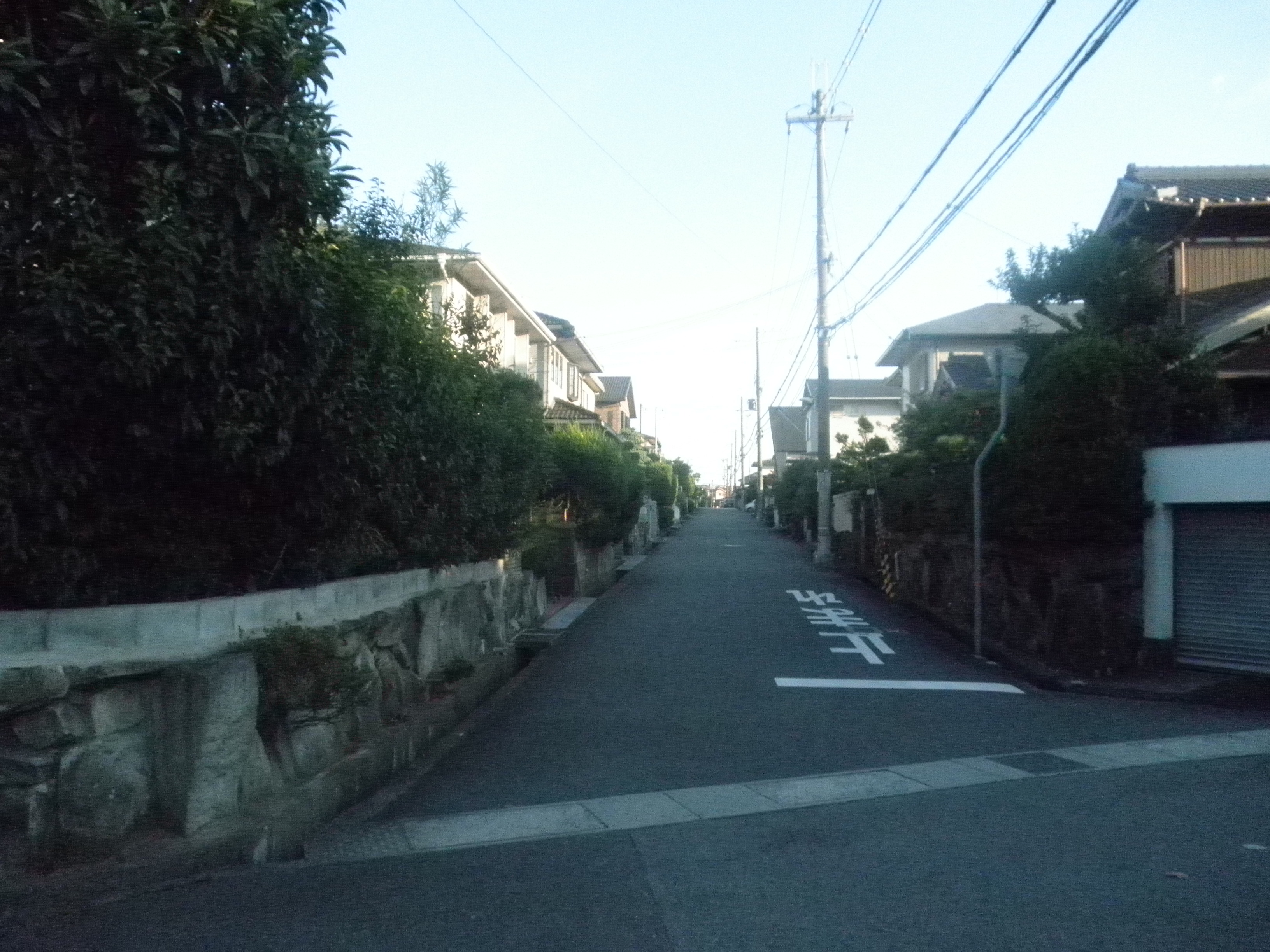
緑が丘町西4丁目

### 5丁目
- 地内で一番新しい地区であり、元々は志染町四合谷字西谷、字上西谷、字大連ノ下及び志染町東自由が丘1丁目並びに当地内の西3丁目と西4丁目の一部であったが、山林と農業地帯を「四合谷土地区画整理事業」の計画決定により開発された。他の丁目より開発が遅れたこ要因は志染町四合谷にある約13mの谷があったことであるが、土木技術の進歩により開発が可能になった。開発にあたって、志染町四合谷の谷を山陽自動車道建設時に使われた土壌を使用して埋め立て、三木市道自由が丘緑が丘線の建設にも利用した。完成後は分譲され、現在は商業地・新興住宅地・集合住宅地が三木市道自由が丘緑が丘線沿いに立地している。[5][7][8][9][10]

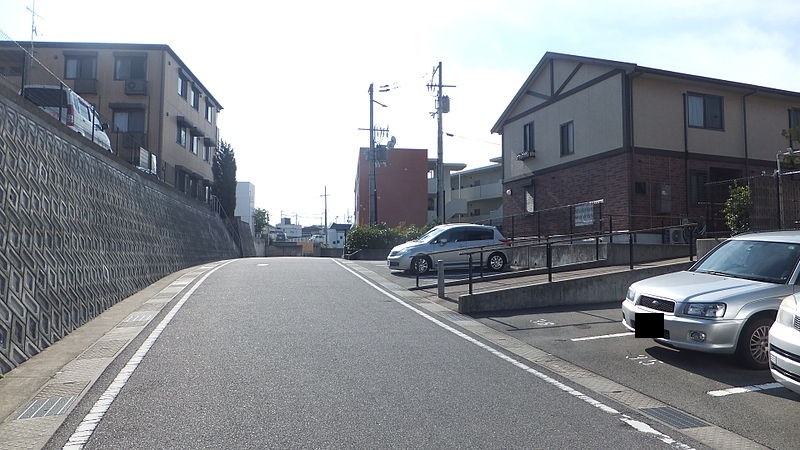
緑が丘町西5丁目

## 歴史

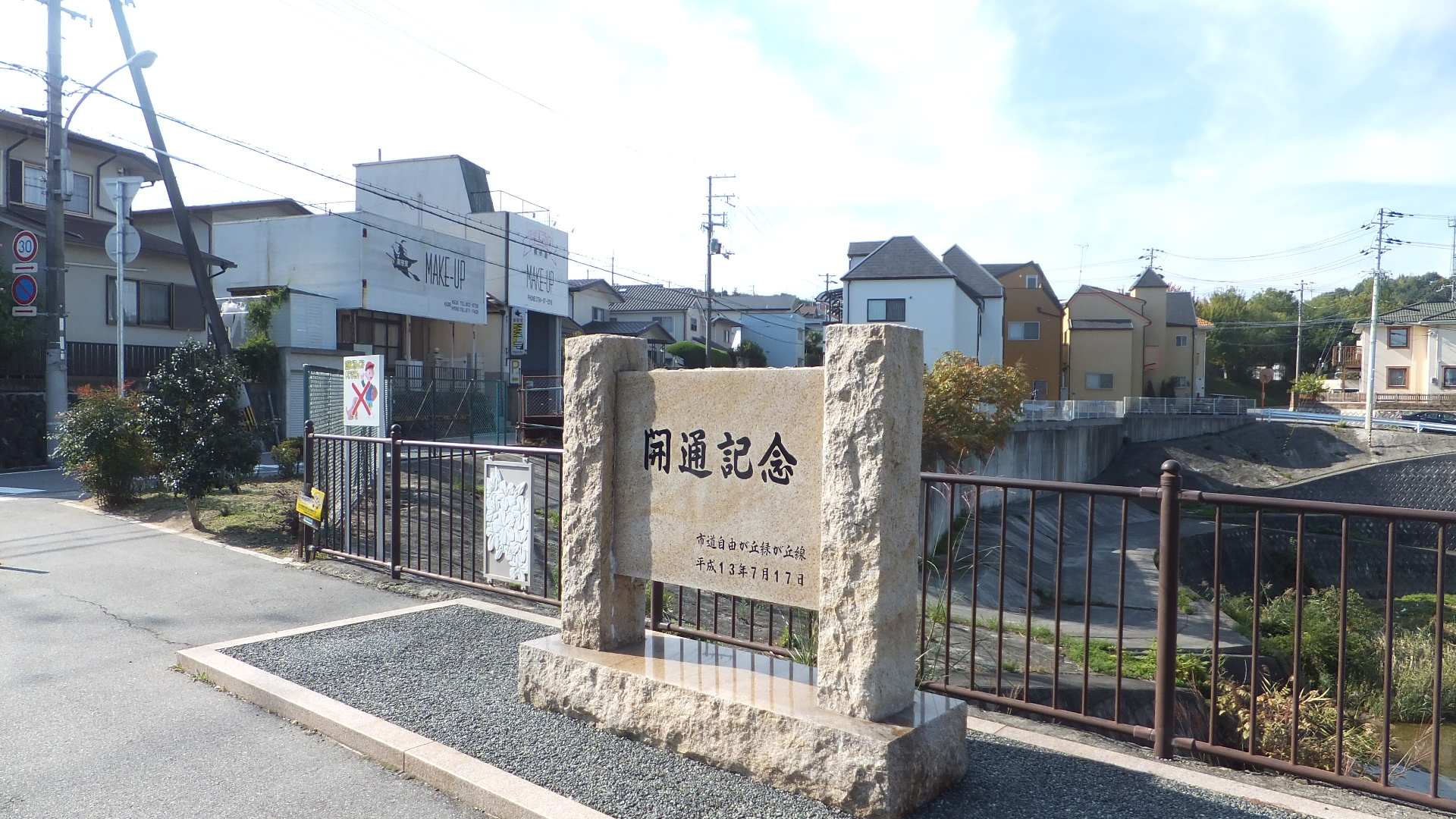
三木市道自由が丘緑が丘線が開通したことを記念するために建立された記念碑

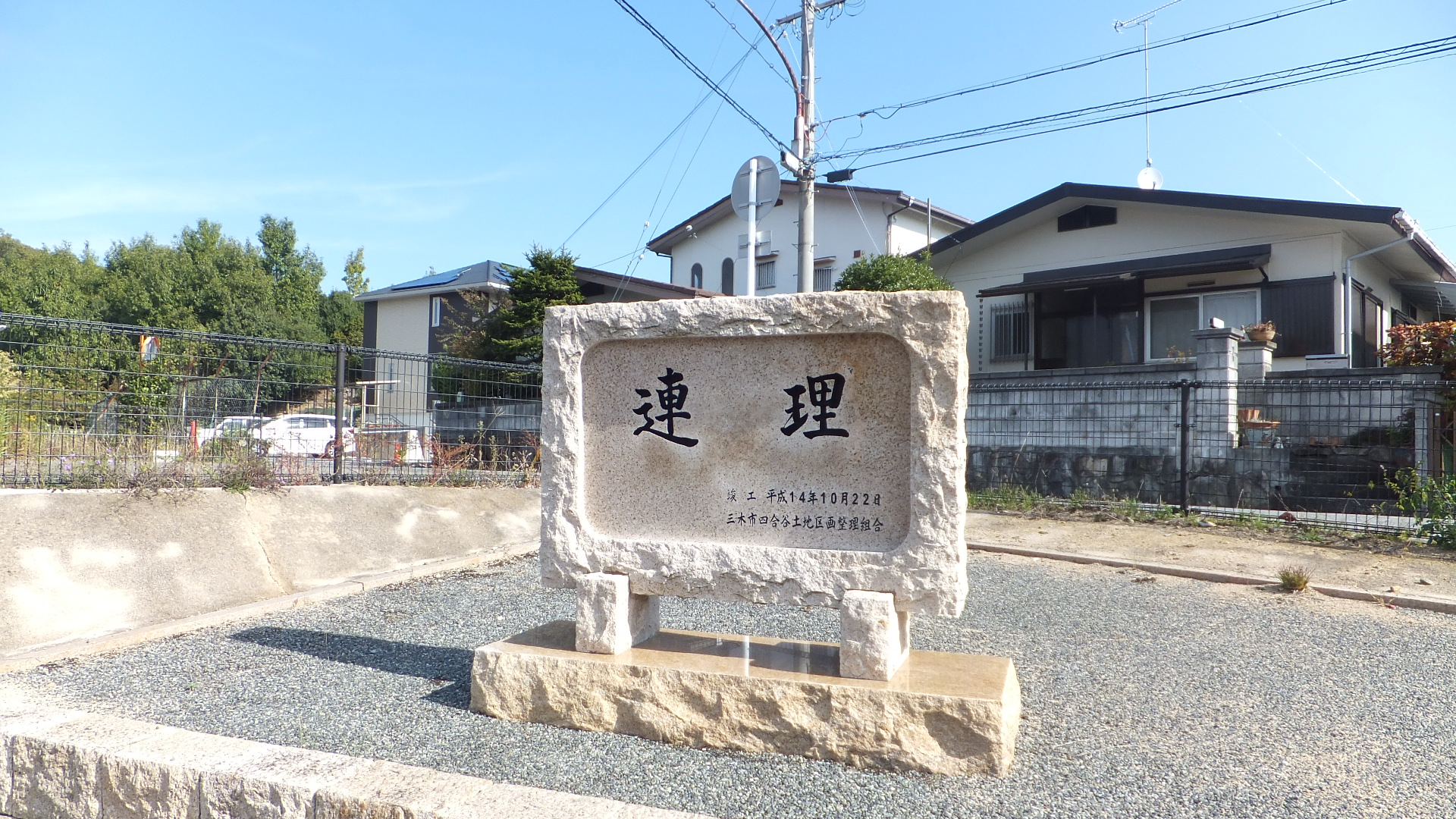
四合谷土地区画整理事業が完成したことを記念するために建立された記念碑

- 1971年（昭和46年）4月1日 - 「三木市の町及び字の名称並びに区域変更」が可決されたことにより、緑が丘町が誕生し、それに伴い東1丁目から3丁目まで住居表示される。[4][7] [8] [9]
- 1972年（昭和47年）4月25日 - りんでん学園緑が丘幼稚園が創立する。[6][1]
- 1973年（昭和48年）4月1日 - 三木市立緑が丘小学校と三木市立緑が丘幼稚園が開校する。[11] [3][7][8][9]
- 1987年（昭和62年）10月25日 - 三木市緑が丘スポーツ公園が完成する。[7][8][9]
- 1997年（平成9年）10月1日 - ディサービスセンターひまわりが完成する。[7][8][9]
- 1998年（平成10年）5月29日 - 「四合谷土地区画整理事業」の計画が決定する。[5]
- 2001年（平成13年）7月17日 - 志染町東自由が丘1丁目から当地内の西3丁目まで結ぶ三木市道自由が丘緑が丘線が開通する。[7] [8] [9] [10]
- 2002年（平成14年）10月22日 - 「四合谷土地区画整理事業」が完成する。[5]
- 2004年（平成16年）6月30日 - JA兵庫みらい三木みらい館が開館する。[12]

### 字域の変遷
| 丁目            | 実施日       | 実施前 |
| --------------- | ------------ | --- |
| 緑が丘町西1丁目 | 1971年4月1日 | 志染町広野 |
| 緑が丘町西2丁目 | 1971年4月1日 | 志染町四合谷 |
| 緑が丘町西3丁目 | 1971年4月1日 | 志染町広野 |
| 緑が丘町西4丁目 | 1971年4月1日 | 志染町四合谷 |
| 緑が丘町西5丁目 | 不明         | 志染町四合谷字西谷、字上西谷、字大連ノ下・志染町東自由が丘1丁目（一部）・緑が丘西3丁目（一部）・緑が丘町西4丁目（一部） |

## 施設
- 三木市立緑が丘小学校[2]
- 三木市立緑が丘幼稚園[2]
- りんでん認定こども園
- 三木志染テレビ中継局
- NTT西日本兵庫支店緑が丘別館[2]
- 緑が丘浄水場[2]
- 緑が丘町ふれあいセンター
- JA兵庫みらい三木みらい館
- ディサービスセンターひまわり
- V・drug三木緑が丘店
- ローソン三木緑が丘西店

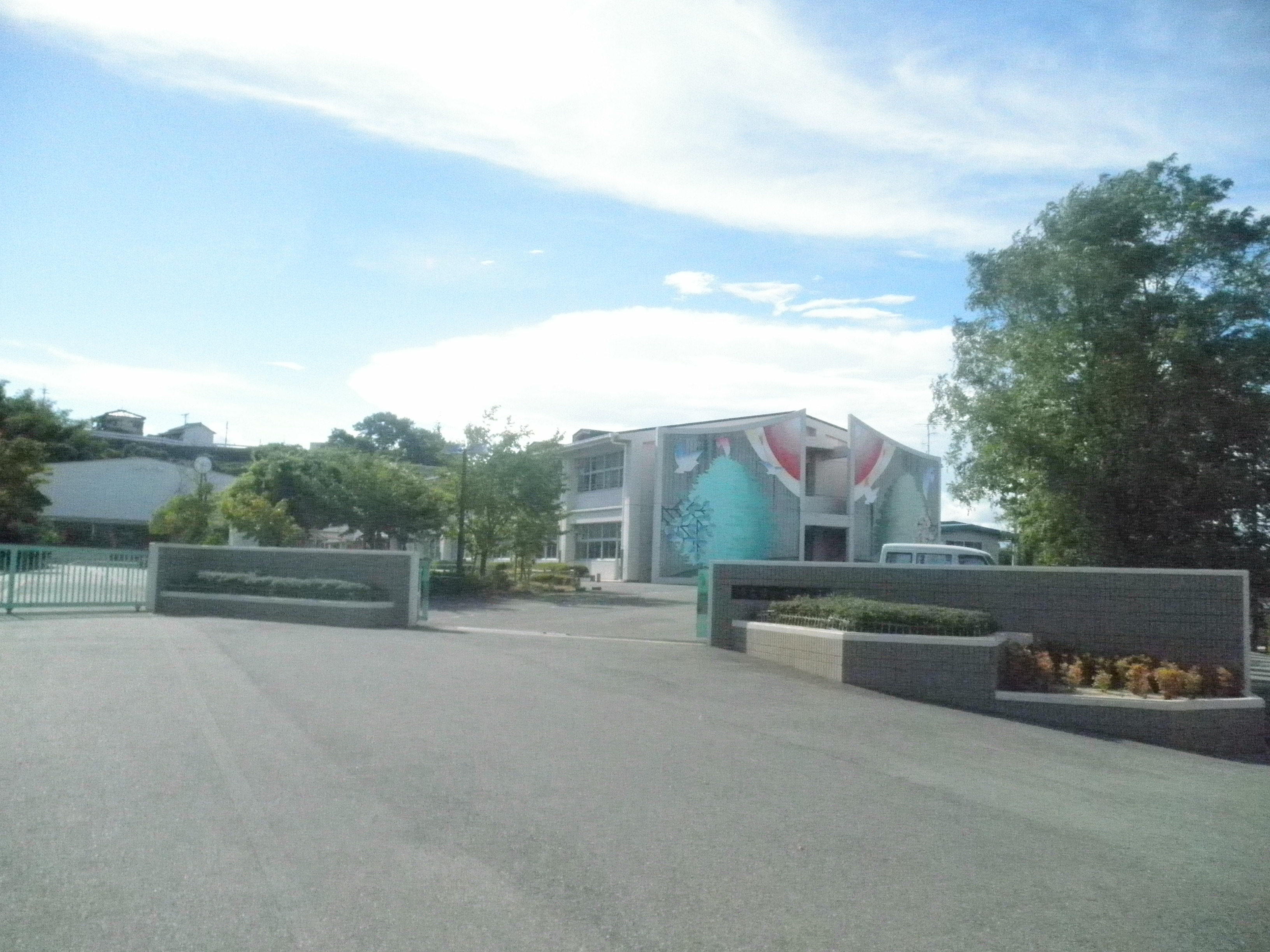
三木市立緑が丘小学校
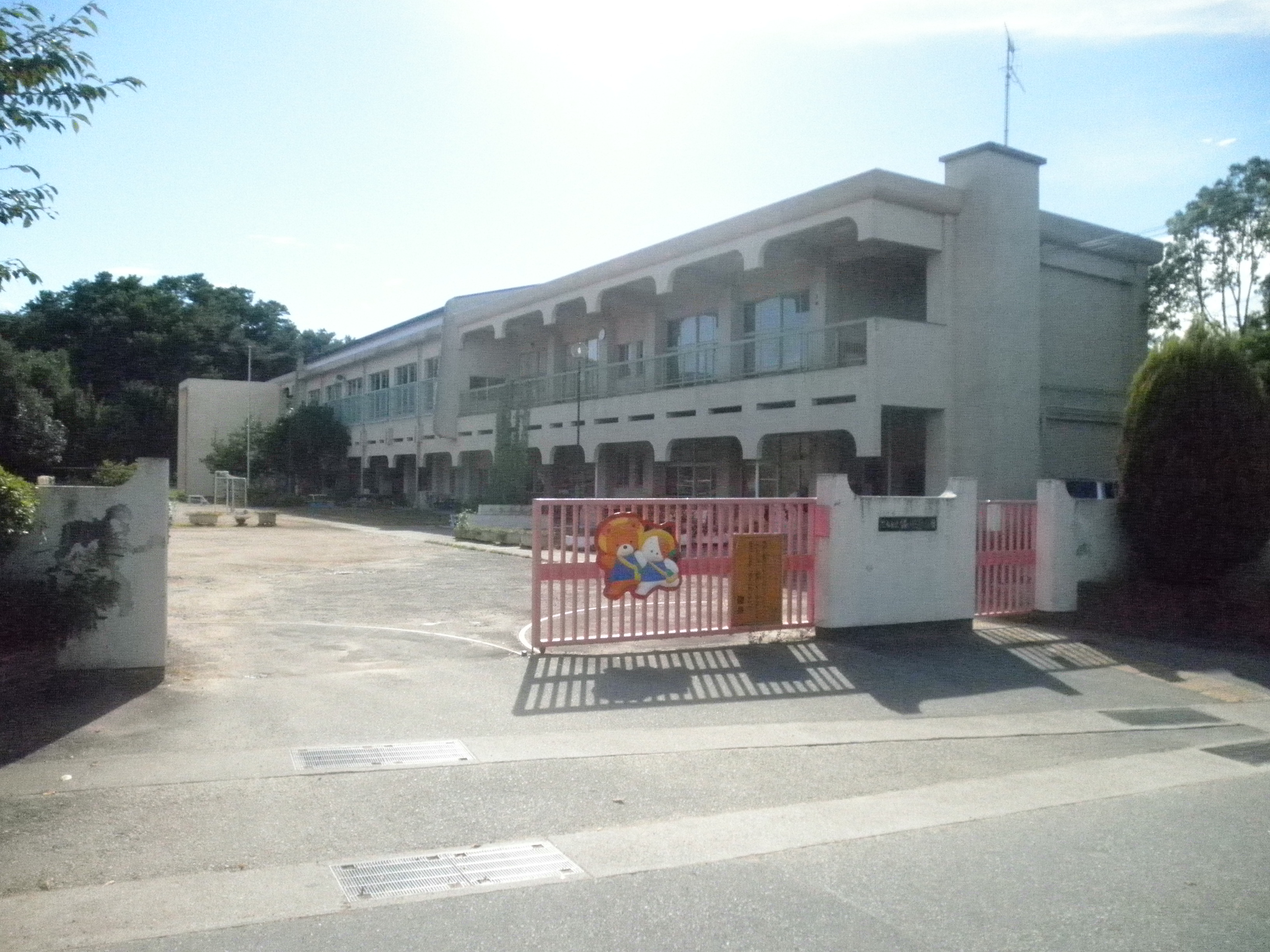
三木市立緑が丘幼稚園
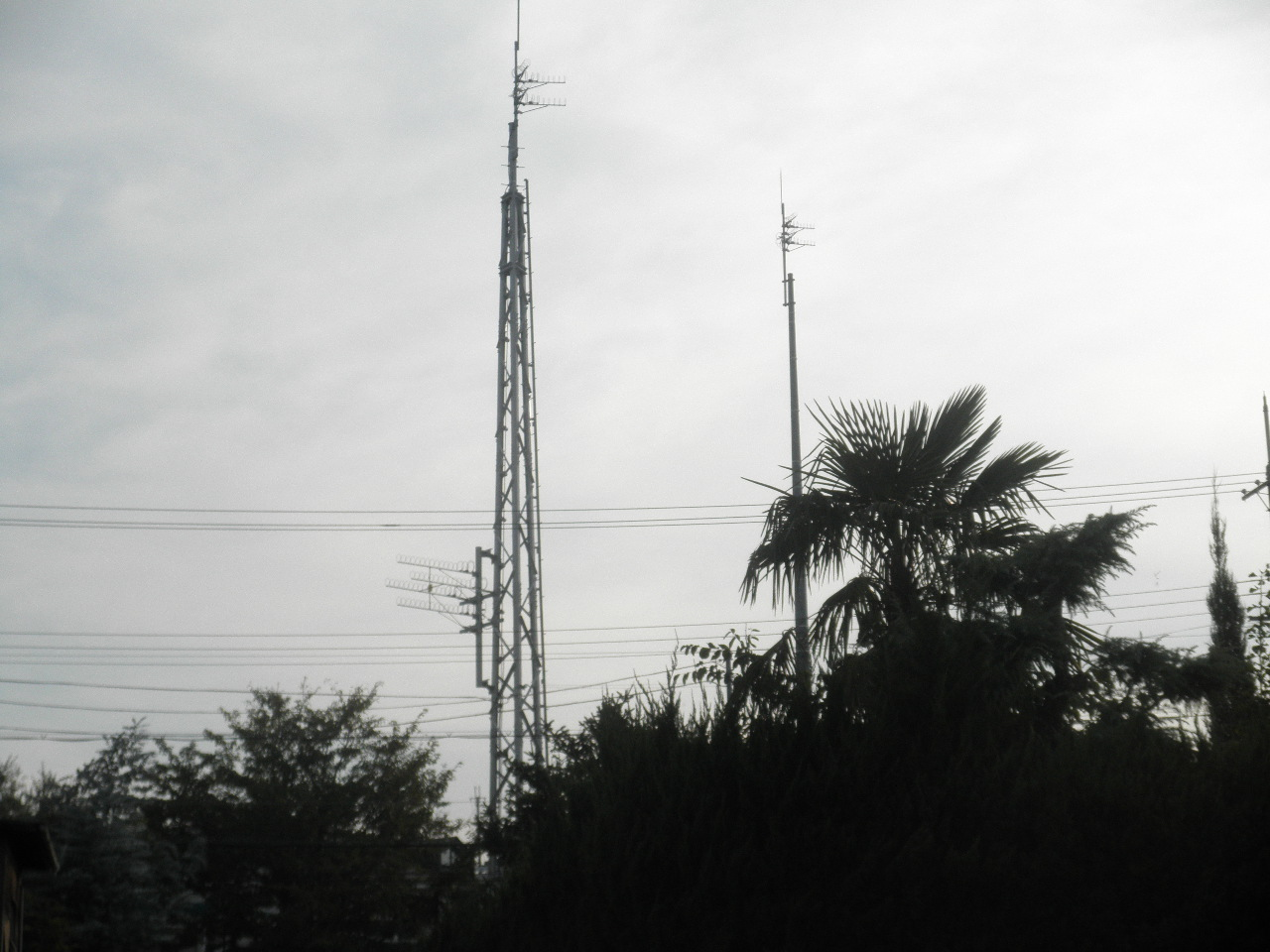
三木志染中継局
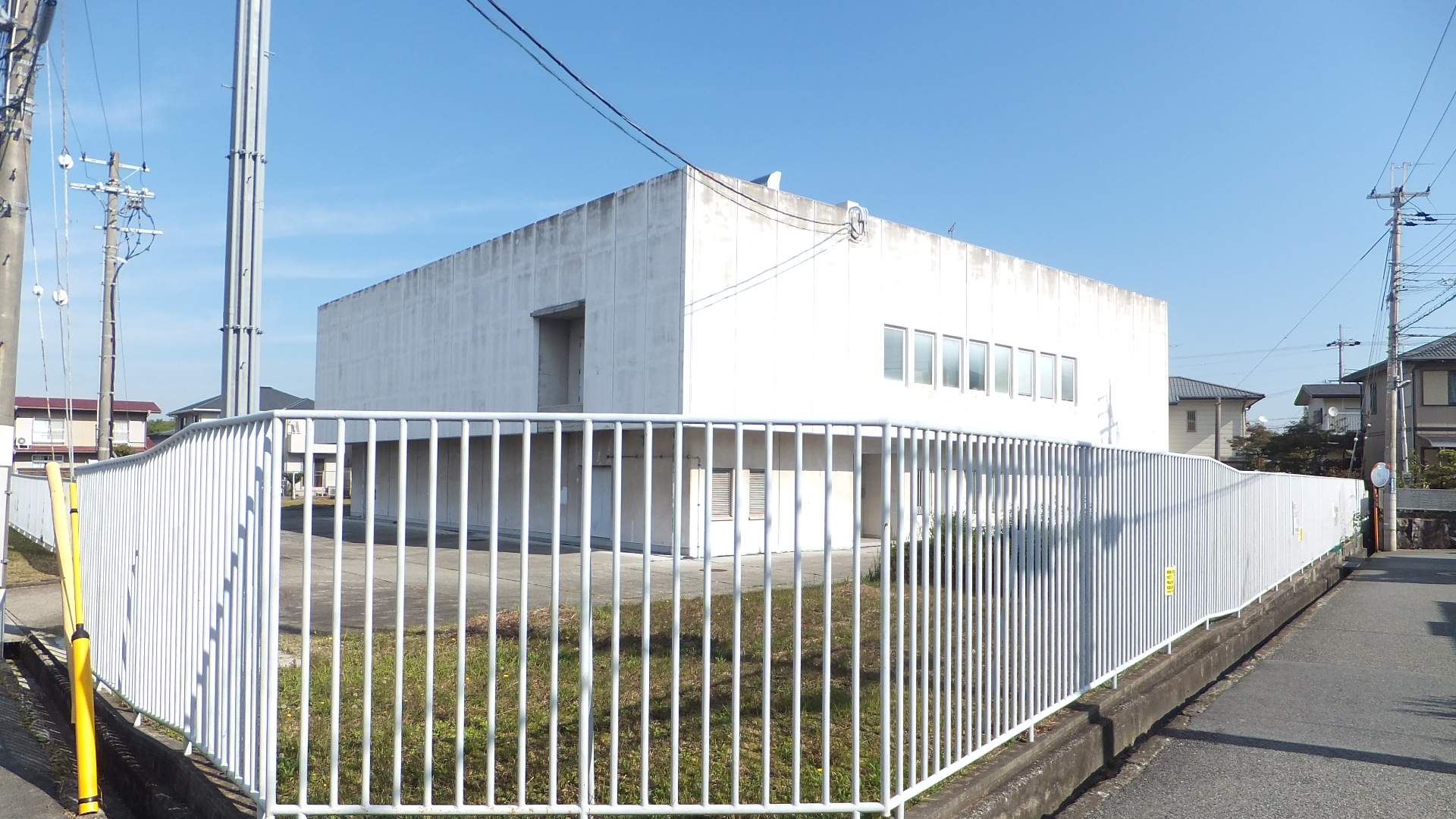
NTT西日本兵庫支店緑が丘別館
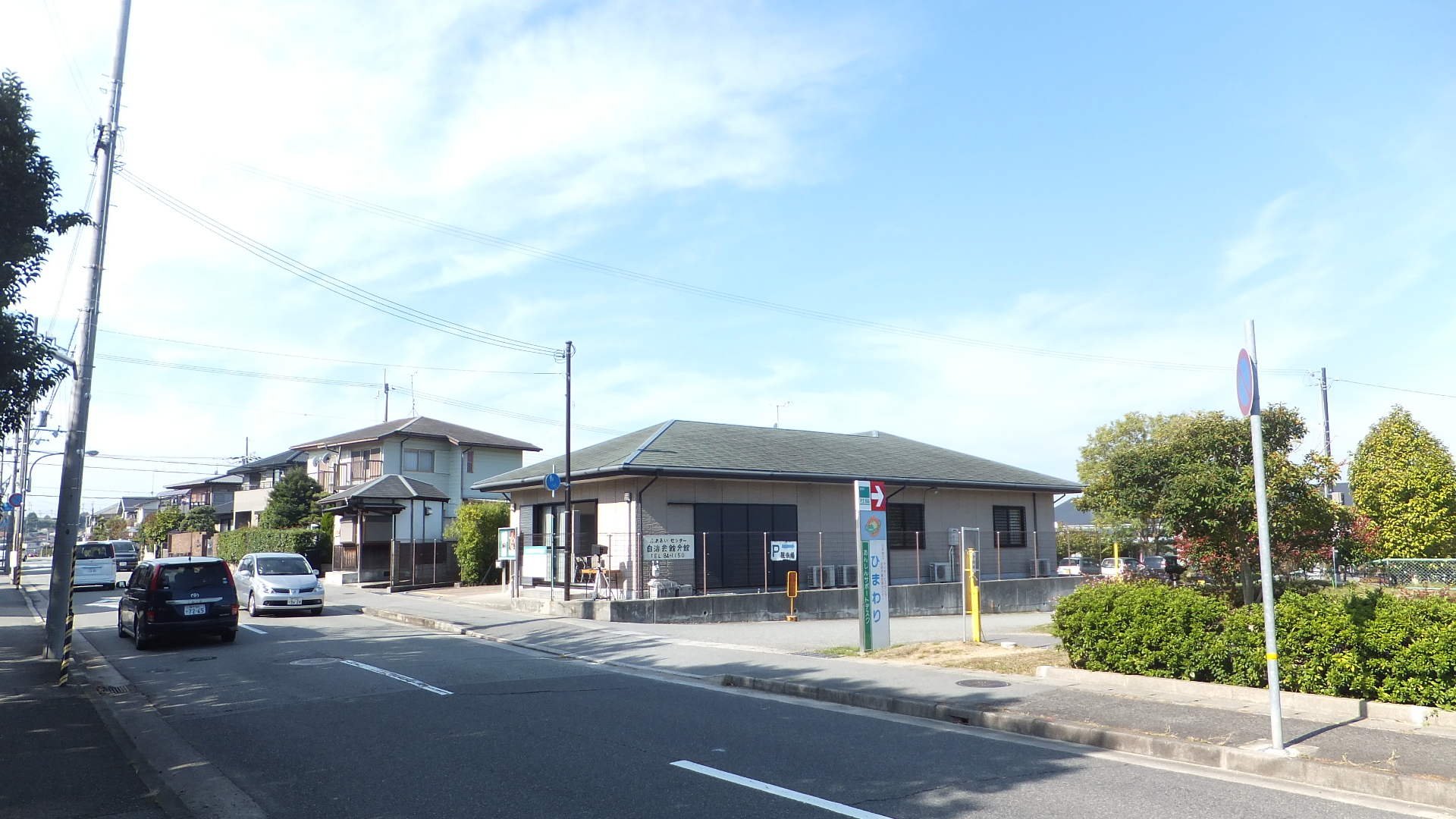
緑が丘町ふれあいセンター
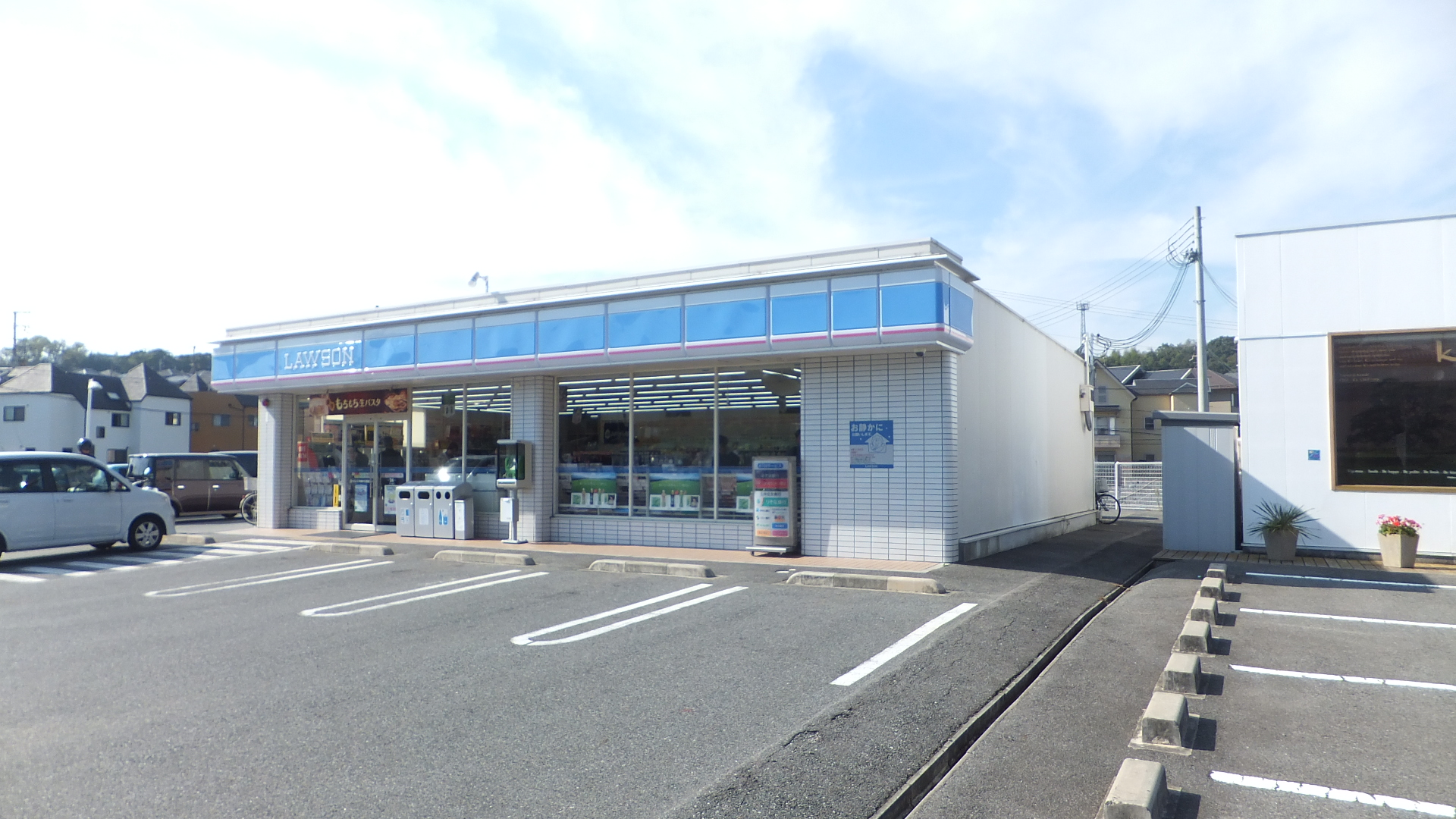
ローソン三木緑が丘西店

### 公園
| 丁目 | 名称                                  | 画像 | 面積（ha） | 計画決定      | 事業認可     |
| ---- | ------------------------------------- | ---- | ---------- | ------------- | ------------ |
| 1    | みどりまつ公園                        |      | 不明       | なし          | なし         |
| 2    | 緑が丘第4公園 （さくら公園）          |      | 0.23       | 1975年9月18日 | なし         |
| 2    | 三木市緑が丘スポーツ公園 （青山公園） |      | 2.60       | 1985年7月5日  | 1985年8月2日 |
| 3    | 緑が丘第5公園 （あかしあ公園）        |      | 0.26       | 1975年9月18日 | なし         |
| 3    | 自由が丘南公園 （やすらぎ公園）       |      | 0.31       | 1998年3月20日 | なし         |
| 4    | 緑が丘第6公園 （さつき公園）          |      | 0.13       | 1975年9月18日 | なし         |

## 小・中学校の学区
| 大字       | 番地 | 小学校               | 中学校               |
| ---------- | ---- | -------------------- | -------------------- |
| 緑が丘町西 | 全域 | 三木市立緑が丘小学校 | 三木市立緑が丘中学校 |

## 交通

### 鉄道
神戸電鉄粟生線が通過している。

### バス
- 神姫バス
  - 恵比須快速線
- みっきぃバス

### 書籍
- 角川書店 編『角川日本地名大辞典 兵庫県』（初版第1刷）、1988年9月。ISBN 978-4040012803。
- 平凡社 編『兵庫県の地名 II』（初版第1刷）下中直人、1989年10月20日。ISBN 4-582-49061-1。
- 元存社 編『青山 10年の歩み』（初版第1刷）青山地区自治会連合会、1997年4月30日。
- 『広報 みき 2001年7月号』（初版第1刷）三木市、2001年7月1日。
- 『「広報みき」縮刷版2』（初版第1刷）三木市総務課、1978年3月30日。

### パンフレット
- 『三木市防災情報マップ 緑が丘・青山地区』（初版第1刷）三木市、2013年。